# UY Pictoris
UY Pictoris (UY Pic) es un sistema estelar en la constelación de Pictor.
Se encuentra a 82 años luz del sistema solar y se aleja de nosotros a unos 33 km/s; hace 762.000 años estuvo a sólo 7,6 años luz de distancia.
La componente principal del sistema, HIP 26373, es una enana naranja de magnitud aparente +8,2.
Tiene tipo espectral K0V y una temperatura superficial de 5200 K.
Su radio es un 10% más pequeño que el radio solar y gira sobre sí misma con una velocidad de rotación proyectada de 17,7 km/s. Su período de rotación es de 4,52 días.
Tiene una masa un 10% inferior a la masa solar y es una estrella muy joven con una edad aproximada de 23 millones de años.
Muestra actividad cromosférica.
Presenta una metalicidad equivalente a una tercera parte de la que tiene el Sol ([Fe/H] = -0,49) pero su abundancia de litio es superior a la solar (logє[Li] = 2,68).
No se ha detectado exceso en la emisión infrarroja ni a 24 μm ni a 70 μm, por lo que no parece estar rodeada por un disco circunestelar de polvo.
Catalogada como variable de tipo RS Canum Venaticorum, la oscilación de su brillo es de 0,13 magnitudes.
La componente secundaria del sistema,  HIP 26369, tiene magnitud 9,8 y está separada visualmente de la primaria 18 segundos de arco.
Es una enana naranja de tipo K6Ve con una temperatura de 4197 K.
Su velocidad de rotación es de al menos 28 km/s y tiene una masa de 0,7 masas solares.
Evidencia gran actividad cromosférica, mayor que la de su acompañante.
El sistema es miembro de la joven asociación estelar de AB Doradus, de la que también forman parte, entre otros, AB Doradus, AK Pictoris y PW Andromedae.